# FC Admira Wacker Mödling
FC Admira Wacker Mödling, beter bekend als Admira, is een Oostenrijkse voetbalclub uit Maria Enzersdorf. De club won zelf nog geen prijzen, maar herbergt wel enkele oude succesvolle clubs die gefuseerd zijn en zo is de club eigenlijk de vierde succesvolste van het land.

## Geschiedenis

### SK Admira Wien
In 1905 fuseerde Vindobona Wien en Einigkeit Wien tot 1. Groß-Floridsdorfer FK Admira Wien. In 1913 promoveerde de club naar de tweede klasse.
De club veranderde zijn naam in 1914 in SK Admira Wien. Een jaar later werd de club kampioen maar kon niet promoveren, omdat tijdens de Eerste Wereldoorlog geen promotie en degradatie plaatsvond. In 1919 kon de club dan eindelijk promoveren. SK Admira speelde van 1919/20 tot 1950/51 in de hoogste klasse met een kleine onderbreking in 1943/44. Er werden zeven titels binnengehaald en drie bekers. In 1934 haalde Admira de finale van de Mitropacup maar verloor daar van Bologna FC. Eind jaren 30 werd Oostenrijk geannexeerd door de nazi's en speelde de club dus in de Duitse Gauliga en in 1939 bereikte de club de finale om de titel tegen FC Schalke 04 maar verloor die met 0-9.

### ESV Admira Wien/ESV Admira NÖ-Energie Wien
In 1951 fuseerde Admira met ESV Wien en werd zo ESV Admira Wien, de club speelde tot 1960 in de hoogste klasse. Dan werd de naam van de club in ESV Admira NÖ-Energie Wien veranderd en speelde van 1961 tot 1971 in de hoogste klasse en werd in 1966 zelfs kampioen. Na de titel in 1966 verliet de club de hoofdstad en verhuisde naar Mödling, een zuidelijke voorstad van Wenen dat overigens wel in de deelstaat Neder-Oostenrijk ligt. Op 7 juli 1971 fuseerde de club met SC Wacker Wien, dat in 1908 werd opgericht en zeven keer vicekampioen van Oostenrijk werd.

### FC Admira/Wacker
De fusieclub van Wacker en Admira-Energie heette FC Admira/Wacker. Admira was financieel gezond en Wacker had een groot supportersaantal. De clubkleuren werden geel en blauw waardoor de identiteit van beide clubs verloren ging. Maar de club werd een grijze muis in het Oostenrijkse voetbal die slechts voor enkele honderden supporters speelde. Bij Europese waren er dat enkele duizenden.
Toch degradeerde de club nooit. Admira/Wacker verhuisde naar Maria Enzersdorf al werd deze naam nooit in de clubnaam opgenomen. In 1989 was de club vicekampioen. Vier keer werd de bekerfinale gehaald, maar telkens was een andere club te sterk. In 1996 werd de club negende in de rangschikking en speelde een eindronde om degradatie, de heenwedstrijd werd met 3-4 verloren maar de terugwedstrijd met 6-0 gewonnen.

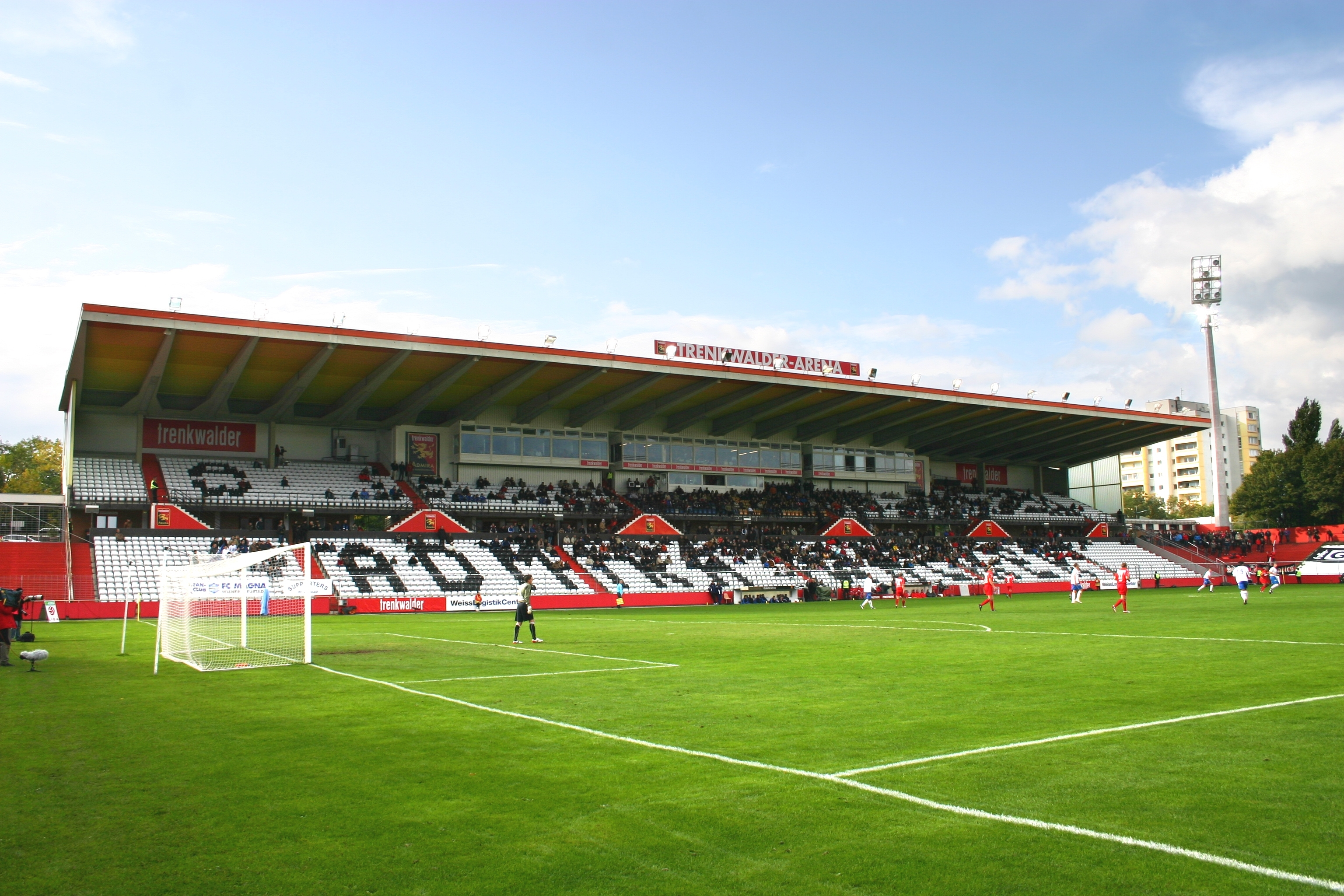
Het stadion in Maria-Enzersdorf heette in de periode 2008-2013 Trenkwalder Arena en daarvoor Bundesstadion Südstadt.

### SCN Admira/Wacker
Na afloop van het seizoen 1995/96 werd de club omgedoopt in SCN Admira Wacker, waarbij de "N" stond voor Niederösterreich. In dat jaar bereikte de club de finale van de strijd om de Oostenrijkse beker, waarin met 3-1 verloren werd van SK Sturm Graz. Het enige seizoen dat de club bestond werd afgesloten met de tiende en laatste plaats, waarna besloten werd om te fuseren met VfB Mödling, dat in 1911 werd opgericht als SV Mödling.

### VfB Admira Wacker Mödling
De nieuwe naam van de fusievereniging werd VfB Admira Wacker Mödling. Men eindigde op de tiende plaats en daarmee degradeerde het naar het tweede niveau. Men keerde na twee seizoenen wel weer terug in de Bundesliga. De degradatie werd maar net vermeden in 2001 en het volgende seizoen werd de club schandelijk laatste met een schamele 15 punten. Doordat FC Tirol Innsbrück geen licentie kreeg, mocht de club toch in de Bundesliga blijven en het volgende seizoen werd Admira zevende met 44 punten, een hele vooruitgang. In 2006 degradeerde de club weer. In 2006/07 liep het helemaal mis en de club degradeerde voor de tweede keer op rij.

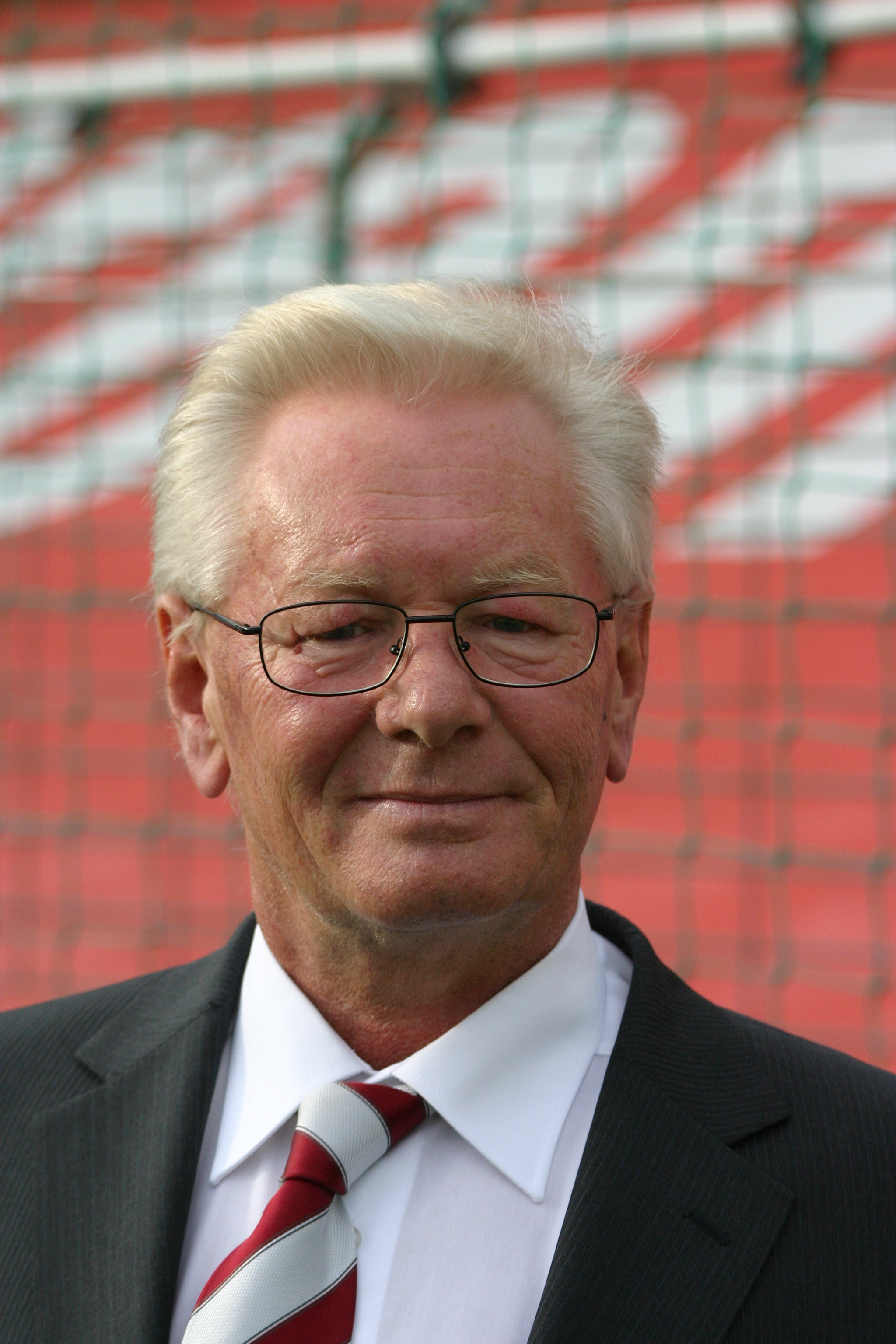
Richard Trenkwalder (†) leidde de club van 2008 tot en met 2014.

### FC Admira Wacker Mödling
Op 1 juli 2008 werd Richard Trenkwalder de nieuwe voorzitter van de club. Voorheen was hij voorzitter van ASK Schwadorf, dat in 2007/08 in de tweede klasse speelde. Na de sportieve en financiële teloorgang van Admira besloot Trenkwalder om Schwadorf met de club te fuseren om zo Admira te redden, die een van de beste jeugdopleidingen heeft van het land. Admira nam de licentie in de tweede klasse over en het B-elftal trad in de Regionalliga Ost aan onder de naam Trenkwalder Admira Kampfmannschaft II, daarna werd de naam gewijzigd naar FC Admira Wacker Mödling. Het eigenlijke ASK Schwadorf werd heropgericht onder de naam SK Schwadorf 1936 en begon in de vijfde klasse. Het doel van Trenkwalder was een terugkeer naar de hoogste klasse binnen twee seizoenen. Het leek een loodzware opdracht te worden nadat de club na vijf speeldagen nog maar één punt had kunnen sprokkelen, maar Admira herpakte zich en net voor de winterstop moest het enkel nog FC Magna Wiener Neustadt voor laten gaan in de stand. In 2011 werd de club kampioen in de Erste Liga en promoveerde weer naar de Bundesliga.
Bij de terugkeer in de Bundesliga eindigde het meteen als derde achter kampioen Red Bull Salzburg en runner-up SK Rapid Wien. Daarmee was er opnieuw Europees voetbal te zien in de voorstad van Wenen. In de tweede kwalificatieronde lukte het om FK Žalgiris uit Litouwen te verslaan, maar de ronde daarop werd Admira door het Tsjechische Sparta Praag verslagen. Hiermee eindigde het Europese avontuur van de rood-zwarten.
In 2014 trad Richard Trenkwalder terug als leider van de club. Sindsdien eindigden die Südstädter nog twee keer in het linkerrijtje van de eindrangschikking, dat was in 2015/16 (vierde) en 2017/18 (vijfde). In de rest van de seizoenen streed Admira in de onderste regionen tegen degradatie, elke keer bleef de club daarvoor bewaard.
De club leek ondegradeerbaar. Hoewel Admira in het seizoen 2021/22 meer punten behaalde dan SCR Altach, degradeerde het als nog naar de 2. Liga. Door de puntenhalvering na de reguliere competitie en de slechte resultaten in de degradatiegroep zakte Admira op de laatste speeldag nog naar de laatste plaats, waardoor er na elf seizoenen afscheid moest worden genomen van de Bundesliga.

## Erelijst

#### SK Admira Wien
- Landskampioen
  - 1927, 1928, 1932, 1934, 1936, 1937, 1939
- Beker
  - 1928, 1932, 1934
- Mitropacup
  - Finale: 1934
- Duitse vicekampioen
  - 1939

#### ESV Admira NÖ-Energie Wien
- Landskampioen
  - 1966
- Beker
  - 1964, 1966

#### SC Wacker Wien
- Landskampioen
  - 1947
- Beker
  - Winnaar: 1947
  - Finalist: 1923

#### FC Admira/Wacker
- Beker
  - Finalist: 1979, 1989, 1992, 1996
- Oostenrijkse Supercup
  - 1989

## Overzichtslijsten

### Eindklasseringen vanaf 1972
- 1972 13e
Bundesliga
- 1973 4e
Bundesliga
- 1974 7e
Bundesliga
- 1975 8e
Bundesliga
- 1976 5e
Bundesliga
- 1977 6e
Bundesliga
- 1978 9e
Bundesliga
- 1979 7e
Bundesliga
- 1980 7e
Bundesliga
- 1981 4e
Bundesliga
- 1982 4e
Bundesliga
- 1983 10e
Bundesliga
- 1984 6e
Bundesliga
- 1985 5e
Bundesliga
- 1986 7e
Bundesliga
- 1987 5e
Bundesliga
- 1988 5e
Bundesliga
- 1989 2e
Bundesliga
- 1990 4e
Bundesliga
- 1991 6e
Bundesliga
- 1992 4e
Bundesliga
- 1993 3e
Bundesliga
- 1994 3e
Bundesliga
- 1995 7e
Bundesliga
- 1996 9e
Bundesliga
- 1997 10e
Bundesliga
- 1998 10e
Bundesliga
- 1999 3e
2. Liga
- 2000 1e
2. Liga
- 2001 9e
Bundesliga
- 2002 10e
Bundesliga
- 2003 7e
Bundesliga
- 2004 6e
Bundesliga
- 2005 8e
Bundesliga
- 2006 10e
Bundesliga
- 2007 10e
2. Liga
- 2008 9e
Regionalliga
- 2009 3e
2. Liga
- 2010 2e
2. Liga
- 2011 1e
2. Liga
- 2012 3e
Bundesliga
- 2013 9e
Bundesliga
- 2014 9e
Bundesliga
- 2015 9e
Bundesliga
- 2016 4e
Bundesliga
- 2017 6e
Bundesliga
- 2018 5e
Bundesliga
- 2019 10e
Bundesliga
- 2020 11e
Bundesliga
- 2021 11e
Bundesliga
- 2022 12e
Bundesliga
- 2023 10e
2. Liga

- Bundesliga
- 2. Liga
- Regionalliga

Tot 2018 stond de 2. Liga als Erste Liga bekend.

### Seizoensresultaten vanaf 2009
| Seizoen   | №  | Clubs | Divisie    | Duels | Winst | Gelijk | Verlies | Doelsaldo | Punten | Tsch  |
| --------- | -- | ----- | ---------- | ----- | ----- | ------ | ------- | --------- | ------ | ----- |
| 2008–2009 | 3  | 12    | Erste Liga | 33    | 18    | 6      | 9       | 55–36     | 60     | 1.765 |
| 2009–2010 | 2  | 12    | Erste Liga | 33    | 20    | 7      | 6       | 68–22     | 67     | 1.479 |
| 2010–2011 | 1  | 10    | Erste Liga | 36    | 23    | 6      | 7       | 85–45     | 75     | 1.995 |
| 2011–2012 | 3  | 10    | Bundesliga | 36    | 15    | 10     | 11      | 59–52     | 55     | 4.488 |
| 2012–2013 | 9  | 10    | Bundesliga | 36    | 9     | 8      | 19      | 47–68     | 35     | 3.286 |
| 2013–2014 | 9  | 10    | Bundesliga | 36    | 11    | 9      | 16      | 51–67     | 37     | 2.938 |
| 2014–2015 | 9  | 10    | Bundesliga | 36    | 7     | 13     | 16      | 32–61     | 34     | 3.168 |
| 2015–2016 | 4  | 10    | Bundesliga | 36    | 13    | 11     | 12      | 45–51     | 50     | 2.850 |
| 2016–2017 | 6  | 10    | Bundesliga | 36    | 13    | 7      | 16      | 36–55     | 46     | 2.657 |
| 2017–2018 | 5  | 10    | Bundesliga | 36    | 15    | 6      | 15      | 59–66     | 51     | 2.310 |
| 2018–2019 | 10 | 12    | Bundesliga | 32    | 8     | 9      | 15      | 42–62     | 22     | 2.688 |
| 2019–2020 | 11 | 12    | Bundesliga | 32    | 6     | 10     | 16      | 29–57     | 18     | 2.666 |
| 2020–2021 | 11 | 12    | Bundesliga | 32    | 6     | 8      | 18      | 27–58     | 19     | --    |
| 2021–2022 | 12 | 12    | Bundesliga | 32    | 6     | 13     | 13      | 36–46     | 21     |       |
| 2022–2023 | 10 | 16    | 2. Liga    | 30    | 10    | 6      | 14      | 39-42     | 36     |       |

- Vanaf het seizoen 2018/2019 worden na de reguliere competitie (22 speelrondes) play-offs afgewerkt, waarbij de punten worden gehalveerd. In de tabel staat het puntenaantal rekening houdend met de puntenhalvering. De winnaar van de kwalificatiegroep (plaats 7 t/m 12) kan meer punten vergaard hebben dan de nummer laatst uit de kampioensgroep (plaats 1 t/m 6).

### In Europa
FC Admira Wacker Mödling speelt sinds 1973 in diverse Europese competities. Hieronder staan de competities en in welke seizoenen de club deelnam:
- Europa League (3x)

2012/13, 2016/17, 2018/19
- Europacup II (2x)

1989/90, 1992/93
- UEFA Cup (6x)

1973/74, 1982/83, 1987/88, 1990/91, 1993/94, 1994/95

## Trainer-coaches
| Van        | Tot        | Naam                | D | W | G | V |
| ---------- | ---------- | ------------------- | - | - | - | - |
| 19.09.2013 | 30.09.2016 | Walter Knaller      |   |   |   |   |
| 10.08.2013 | 18.09.2013 | Oliver Lederer      |   |   |   |   |
| 01.07.2013 | 09.08.2013 | Toni Polster        |   |   |   |   |
| 26.04.2010 | 30.06.2013 | Dietmar Kühbauer    |   |   |   |   |
| 10.08.2008 | 26.04.2010 | Walter Schachner    |   |   |   |   |
| 01.07.2008 | 09.08.2008 | Heinz Peischl       |   |   |   |   |
| 19.04.2008 | 30.06.2008 | Ernst Baumeister    |   |   |   |   |
| 23.12.2007 | 18.04.2008 | Attila Sekerlioglu  |   |   |   |   |
| 23.02.2006 | 23.12.2007 | Ernst Baumeister    |   |   |   |   |
| 17.08.2005 | 23.02.2006 | Robert Pflug        |   |   |   |   |
| 23.09.2004 | 16.08.2005 | Dominik Thalhammer  |   |   |   |   |
| 11.05.2004 | 22.09.2004 | Bernd Krauss        |   |   |   |   |
| 10.12.2002 | 10.05.2004 | Rashid Rakhimov     |   |   |   |   |
| 22.10.2002 | 09.12.2002 | Johann Krejcirik    |   |   |   |   |
| 01.01.2002 | 21.10.2002 | Walter Knaller      |   |   |   |   |
| 01.07.2000 | 31.12.2001 | Hans Krankl         |   |   |   |   |
| 01.07.1999 | 30.06.2000 | Milan Miklavic      |   |   |   |   |
| 01.07.1998 | 30.06.1999 | Hannes Weninger     |   |   |   |   |
| 01.09.1997 | 30.06.1998 | Milan Miklavic      |   |   |   |   |
| 06.06.1997 | 31.08.1997 | Wolfgang Kienast    |   |   |   |   |
| 01.07.1996 | 05.06.1997 | Kurt Garger         |   |   |   |   |
| 10.06.1996 | 30.06.1996 | Peter Burgstaller   |   |   |   |   |
| 01.07.1995 | 09.06.1996 | Walter Knaller      |   |   |   |   |
| 01.07.1993 | 30.06.1995 | Dietmar Constantini |   |   |   |   |
| 15.05.1991 | 30.06.1993 | Sigfried Held       |   |   |   |   |
| 02.08.1990 | 14.05.1991 | Thomas Parits       |   |   |   |   |
| 01.07.1988 | 01.08.1990 | Ernst Weber         |   |   |   |   |
| 16.03.1988 | 30.06.1988 | Willy Kreuz         |   |   |   |   |
| 20.08.1986 | 15.03.1988 | August Starek       |   |   |   |   |
| 11.05.1983 | 19.08.1986 | Ernst Dokupil       |   |   |   |   |
| 01.07.1979 | 10.05.1983 | Felix Latzke        |   |   |   |   |
| 01.07.1978 | 30.06.1979 | Rudolf Illovszky    |   |   |   |   |
| 01.01.1978 | 30.06.1978 | Antoni Brzeżańczyk  |   |   |   |   |
| 01.07.1977 | 31.12.1977 | Stefan Jasiolek     |   |   |   |   |
| 01.01.1977 | 30.06.1977 | Rudolf Matuschka    |   |   |   |   |
| 01.07.1976 | 31.12.1976 | Franz Pelikan       |   |   |   |   |
| 05.04.1976 | 30.06.1976 | Rudolf Matuschka    |   |   |   |   |
| 01.07.1975 | 04.04.1976 | Helmut Senekowitsch |   |   |   |   |
| 18.05.1975 | 30.06.1975 | Rudolf Matuschka    |   |   |   |   |
| 01.04.1972 | 17.05.1975 | Ernst Ocwirk        |   |   |   |   |
| 01.07.1971 | 31.03.1972 | Karl Schlechta      |   |   |   |   |
| 01.07.1968 | 30.06.1971 | Anton Malatinský    |   |   |   |   |
| 28.10.1966 | 30.06.1967 | Bohumil Hruška      |   |   |   |   |
| 01.07.1960 | 27.10.1966 | Hans Pesser         |   |   |   |   |
| 01.07.1938 | 30.06.1939 | Hans Skolaut        |   |   |   |   |
| 01.07.1935 | 30.06.1938 | Viktor Hierländer   |   |   |   |   |
| 01.07.1926 | 30.06.1935 | Hans Skolaut        |   |   |   |   |